# 新昌文庙
參數所指定的目標頁面不存在，建議更正成存在頁面或直接建立下列一個頁面（建立前請先搜尋是否有合適的存在頁面可以取代）：
- 宜丰文庙

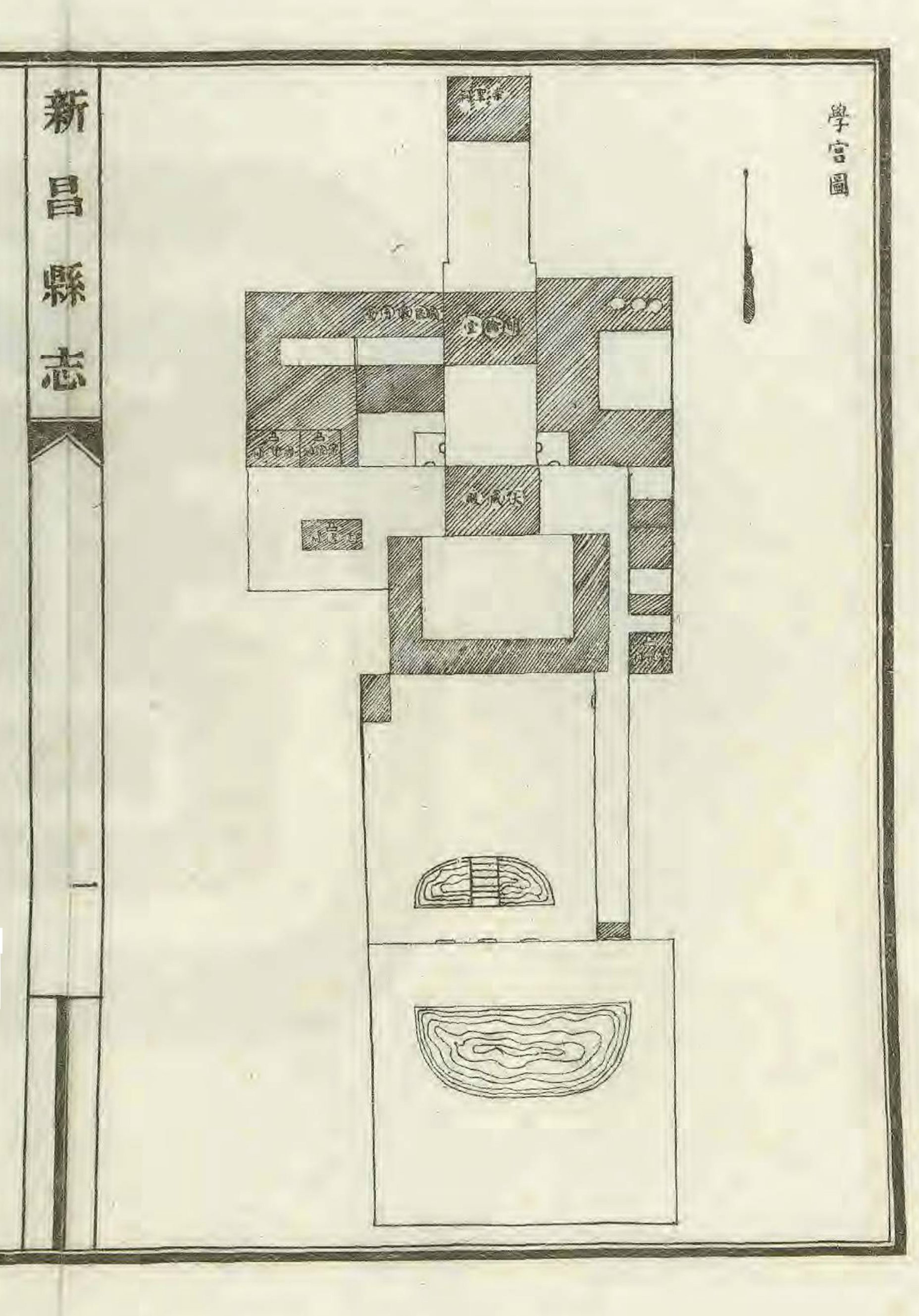
民国八年（1919）《新昌县志》学宫图。

新昌文庙为旧时中国浙江绍兴府新昌县县学文庙，原位于县城内东南，即今中国浙江省绍兴市新昌县浙江新昌实验中学，原建筑今已不存。
新昌文庙始建年代不详，原在县治东并与之相邻，南宋绍兴十四年（1144）迁至县署东南一里，南临书案山，即今址。二十世纪七十年代初大部分建筑尚存，其后被拆除。
据民国八年（1919）《新昌县志》记载及附图，新昌文庙布局为前庙后学，中轴线上依次为万仞宫墙（东西有兴贤坊，育才坊）、月池、棂星门三座（东有县学门）、泮池泮桥、大成门五间（东有谒圣门）、大成殿五间（前有东西庑各六间）、明伦堂三间（前原有博文斋、约礼斋各三间，后废）、尊经阁三间（已毁）和崇圣祠三间，大成殿西有名宦祠三间（已毁）、乡贤祠三间（已毁）和忠孝祠三间，明伦堂西为教谕署（共九间，正厅三间）、东为训导署（共十间，正厅三间），训导署南为土地祠和文昌阁。